# فيل كونواي
فيل كونواي (بالإنجليزية: Phil Conway)‏ هو منافس ألعاب قوى أيرلندي، ولد في 24 يناير 1948.

## وصلات خارجية
- فيل كونواي على موقع أوليمبيديا (الإنجليزية)